# 向月吠叫 (歌曲)
向月吠叫（日语：／ Tsuki Ni Hoeru */?）是日本的日系搖滾樂團Yorushika的单曲。最早於2021年10月6日由日本環球音樂發行公布於各大平台上。

## 概述
此作為Yorushika的第八個配信作品，並同時為繼又三郎和老人與海以文學為母題所創作的歌曲。此曲取材自萩原朔太郎同名詩集「向月吠叫」，並於2021年8月在日本全國的LAWSON便利商店播放60秒先行版。

## 收錄
| 音樂配信 | 音樂配信 | 音樂配信 | 音樂配信 |
| 曲序     | 曲目     | 词曲     | 时长     |
| -------- | -------- | -------- | -------- |
| 1.       | 向月吠叫 | n-buna   | 4:26     |
| 总时长： | 总时长： | 总时长： | 4:26     |